# Pobres Servos da Divina Providência
A Congregação Pobres Servos da Divina Providência (em língua latina: Pauperibus seruientibus de Divina Providentia) foi fundada em 26 de novembro de 1907 em Verona, Itália, pelo sacerdote italiano São João Calábria e aprovado pela Santa Sé em 1956.

## História
São João Calábria, após ter desempenhado o ministério sacerdotal como cooperador na paróquia de S. Stefano, foi nomeado vigário do Oratório público de San Benedetto al Monte, em Verona, no ano de 1907, cargo que ocupou até 1912.
Aumentando continuamente estes casos, aconselhando-se com pessoas santas e experientes, sentiu-se inspirado a abrir uma casa onde menores abandonados pudessem encontrar alimentação, educação, instrução escolar e profissional e sobretudo amor.
Os primeiros meninos foram acolhidos na canônica de S. Benedetto al Monte: mas o continuo aumento de casos necessitados o aconselhou a procurar uma sede mais ampla. A primeira foi aberta com cinco meninos, precisamente no dia 26 de novembro de 1907, numa modesta casa posta á disposição pelas Irmãs da Sagrada Família na paróquia de San Giovanni in Valle, em Verona. Auxiliado neste trabalho apostólico por pessoas generosas, constituiu-se o primeiro grupo de colaboradores, alguns dos quais, depois de madura reflexão e prolongada oração, sentiram-se chamados a estar com ele permanentemente.
A Obra, desde o início, chamou-se Casa Buoni Fanciull pelo campo apostólico especial em que trabalhava, e assim, continuou a chamar-se até a fundação da Congregação religiosa de direito diocesano, ocorrida em 1932 com as primeiras Constituições aprovadas pelo bispo de Verona e as primeiras profissões religiosas públicas. A partir deste momento, a Obra tomou o nome de "Congregação dos Pobres Servos da Divina Providencia", conservando o nome de "Casa dos bons meninos", nas suas obras educativas.
Paralelamente ao ramo masculino da Obra, o Pai iniciava o ramo feminino que, desenvolvendo-se no curso dos anos, foi elevado a Congregação religiosa de direito diocesano no ano de 1952, com o nome de "Pobres Servas da Divina Providência".
Em 1932, através de um convite da Santa Sé para assumir o cuidado de almas em áreas particularmente difíceis de Roma. Este foi o primeiro grande passo para a expansão: a abertura da primeira paróquia em Roma. Em seguida, em 1934, partiram os primeiros 4 Irmãos para a Índia. Em 1949 houve um encontro, que, pelas suas consequências futuras, se revelou histórico: a visita a Verona de Mons. Alfredo Viola, bispo de Salto, Uruguai. O Pe. Calábria sentiu que daquele encontro teria nascido algo de especial nos projetos de Deus.
A Congregação depois de dezessete anos de desenvolvimento e de experiências, obteve o "Decretum Laudis" da S. Congregação dos Religiosos em 1949, ficando assim de Direito Pontifício. Na ocasião foi redigido e aprovado um novo texto de Constituições que, modificando substancialmente o primeiro texto da Autoridade diocesana de 1932.
Após outros sete anos de experiência, a Congregação obteve a definitiva aprovação pontifícia em 1956, com um novo texto de Constituições, fiel aos princípios e atualizado às novas exigências.
Em 1959, foram abertas as Missões da Congregação, precisamente em Salto, Uruguai, por parte de quatro Sacerdotes e dois Irmãos, enviados oficialmente pela Congregação, a fim de prestar o seu serviço de evangelização na cidade e no território imenso da campanha de Salto. Em 1961, dois daqueles sacerdotes e um irmão passaram a fronteira e chegaram ao Brasil. E é da história das aberturas no Brasil somente que a partir de agora pretendemos ocupar-nos.
Dia 30 de agosto de 1961 é considerada a data oficial da chegada dos Pobres Servos ao Brasil. A primeira abertura realizou-se em Porto Alegre, no atual "Calábria", em 1994 foi inaugurado a escola "Dom Calábria" localizada no município de Marituba região metropolitana de Belém.

## Superiores gerais
O primeiro Casante foi o fundador San Giovanni Calabria. Após sua morte em 1954, o seguinte Casanti assumiu a liderança da Ópera:
1. Don Luigi Pedrollo (1955-1967)
2. Don Luigi Bistaffa (1967 - 1972)
3. Monsenhor Adelio Tomasin (1972-1984)
4. Don Pietro Cunegatti (1984 - 1996)
5. Don Waldemar Longo (1996 - 2008)
6. Don Miguel Tofful (2008 - 2022)
7. Don Massimiliano Parrella (2022 - até então)